# Petra Lie
Petra Lie, född 11 april 1848, död 20 november 1907, var en norsk tandläkare. Hon blev 1872 den första kvinnliga tandläkaren i Norge.